# Dieta DASH
Dieta DASH (Dietary Approaches to Stop Hypertension) – dieta bazująca na spożyciu warzyw, owoców i pełnych ziaren, uzupełnionych odtłuszczonym mlekiem i niskotłuszczowym nabiałem, rybami, drobiem, nasionami roślin strączkowych, orzechami i olejami roślinnymi i przy znacznym ograniczeniu produktów bogatych w nasycone kwasy tłuszczowe (mięsa, pełnotłustego nabiału i słodzonych napojów) opracowana przez National Heart, Lung, and Blood Institute.